# Antonia Părvanova

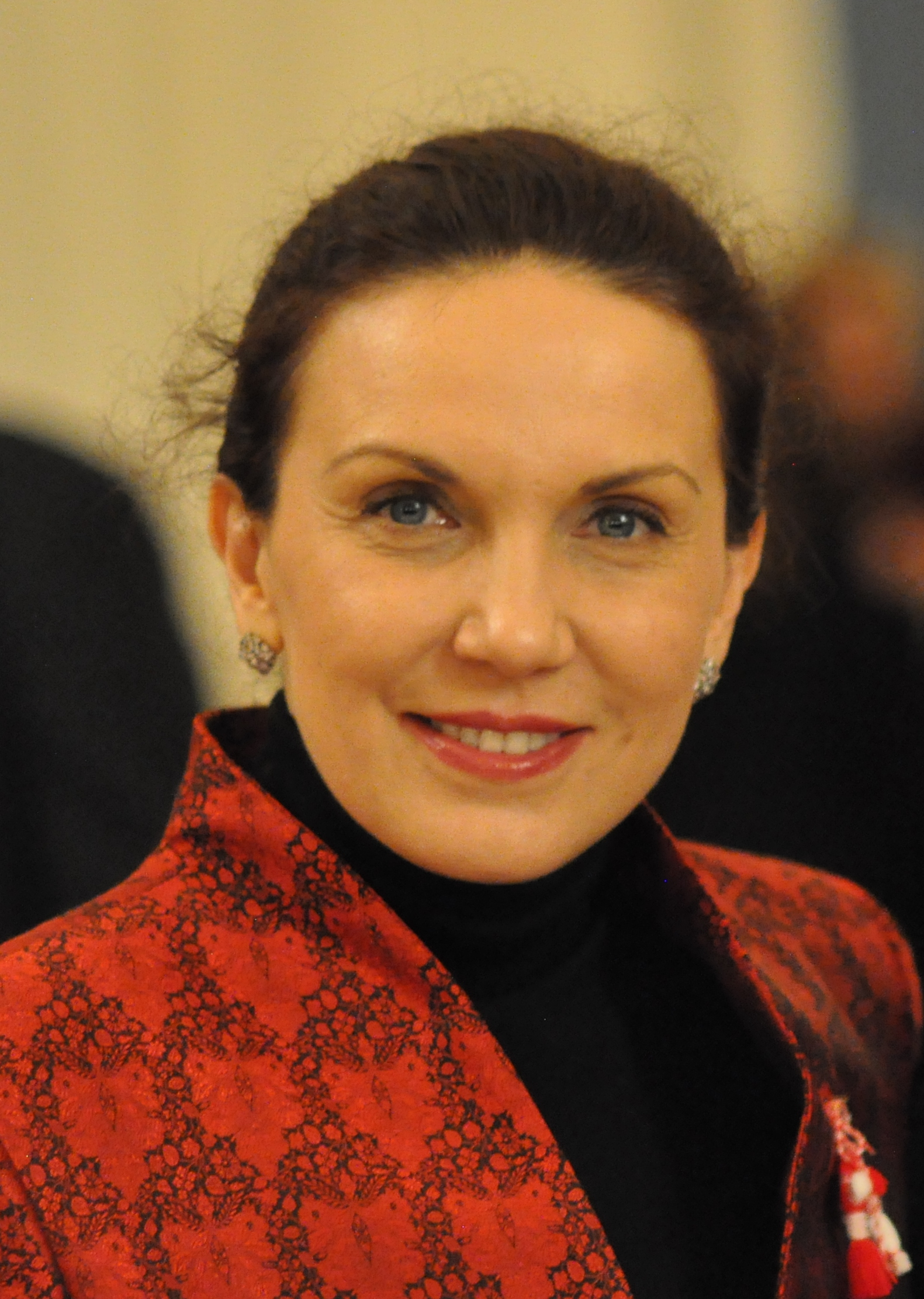
Antonia Părvanova (în 2012)

Antonia Părvanova (născută pe 26 aprilie 1962) este un om politic bulgar, membră a Parlamentului European în perioada ianuarie - mai 2007 din partea Bulgariei.